# Takafumi Isomura
Takafumi Isomura (磯村隆文, Isomura Takafumi) fou un acadèmic, doctor en economia i polític japonès que va exercir com a 16é alcalde de la ciutat d'Osaka des de 1995 fins a 2003. A més d'això va ser professor i posteriorment professor emèrit d'economia a la Universitat Municipal d'Osaka.
Takafumi Isomura va nàixer el 8 de novembre de 1930 a la ciutat d'Osaka, a la prefectura homònima. L'any 1954 Isomura es va llicenciar a la facultat d'economia de la Universitat Municipal d'Osaka. El 1956 cursà estudis de post-grau a la Universitat Johns Hopkins, als EUA. L'any 1972 es doctora en economia a la Universitat Municipal d'Osaka. El 1975, Isomura es converteix en professor de la mateixa universitat i el 1982, assoleix el grau de degà de la facultat d'economia.
Isomura començà la seua trajectòria a l'Ajuntament d'Osaka el 1990 quan fou nomenat vice-alcalde sota el govern de l'alcalde Masaya Nishio. L'any 1995 Isomura fou elegit 16é alcalde d'Osaka, mantenint-se al càrrec fins al 2003, quan renuncià presentar-se a les eleccions per un tercer mandat. Un dels factors pels que més es recorda a l'alcalde Isomura és per ser qui presentà la candidatura d'Osaka a seu dels Jocs Olímpics d'Estiu de 2008 a la 112na sessió del Comitè Olímpic Internacional el 13 de juliol de 2001, que elegí Pequín, quedant Osaka la darrera de la llista en 5a posició.
Després del seu exercici com a alcalde, Isomura fou nomenat president de l'acadèmia Tezukayama el 2004, dimitint només un any després. Takafumi Isomura va morir el 26 de novembre de 2007 a l'edat de 77 anys a la ciutat d'Osaka a causa d'un càncer de fetge.